# Салют (мультфильм)
Салют — мультфильм СССР, снятый в 1975 году на киностудии «Киевнаучфильм» режиссёром Ириной Гурвич по сценарию русского советского писателя, публициста и сценариста Юрия Яковлева.

## Сюжет
Тёмная комната, большие окна, рядом с которыми стоит маленький мальчик, ожидая салюта и спрашивая у папы, скоро ли он начнётся. На календаре 9 мая, отец обещает скорое начало фейерверка. Ребёнок в предвкушении стоит у окна и наблюдает за другими людьми на улице. Увидев пожилого мужчину, малыш начинает задавать вопросы папе о том, какой был их дедушка, была ли у него борода или же усы. Отец объясняет сыну, что дед погиб на войне от ранения немца в самое сердце ещё будучи молодым. Ребёнок никак не может успокоиться, он хочет узнать, сколько ещё ждать деда с войны, можно ли поехать к нему или же написать письмо. Но папа с грустью поясняет, что, к сожалению, нельзя поехать к дедушке, что письма до него не дойдут. Начинается красочный салют.
Яковлев Юрий Яковлевич, как никто другой понимал весь ужас войны, масштабы потерь, ведь сам жил в это время. Он лишился матери в блокадном Ленинграде. Наверное поэтому его произведения получаются настолько трогательными и чуткими, видимо из-за личного пережитого опыта он смог так искусно написать свой рассказ «Салют» и тронуть читателя за живое.

## Съемочная группа
- Автор сценария: Юрий Яковлев
- Режиссёр: Ирина Гурвич
- Композитор: Борис Буевский
- Оператор: Анатолий Гаврилов
- Художник: Г. Уманский
- Директор фильма: И. Мазепа
- Звукорежиссёр: И. Мойжес
- Художники-мультипликаторы: Константин Чикин, Александр Викен, Адольф Педан, Марк Драйцун, Михаил Титов, Н. Чурилова, В. Емельянова
- Редактор: С. Куценко
- Текст озвучивают: Маргарита Корабельникова, А. Лоевский